# Mesoplia guatemalensis
Mesoplia guatemalensis är en biart som beskrevs av Cockerell 1912. Mesoplia guatemalensis ingår i släktet Mesoplia och familjen långtungebin. Inga underarter finns listade i Catalogue of Life.